# Hàn Quốc tại Đại hội Thể thao châu Á 2002
Hàn Quốc là chủ nhà của Đại hội Thể thao châu Á 2002 tổ chức tại Busan từ 29 tháng 9 đến 14 tháng 10 năm 2002. Hàn Quốc đại diện cho Ủy ban Olympic Hàn Quốc, và đoàn đại biểu Hàn Quốc lớn nhất trong mùa này của Đại hội Thể thao châu Á. Phái đoàn gồm 1.008 người bao gồm 770 vận động viên – 460 nam, 310 nữ – và 238 chính thức (217 nam và 21 nữ). Cộng hòa Dân chủ Nhân dân Triều Tiên lần đầu tiên tham dự sự kiện thể thao quốc tế tổ chức bởi Hàn Quốc. Cả hai quốc gia diễu hành cùng nhau tại lễ khai mạc với cờ Hàn Quốc thống nhất mô tả bán đảo Triều Tiên như hợp chủng Hàn Quốc.
Vận động viên từ Hàn Quốc dẫn đầu huy chương đồng với 84 trong bảng huy chương chung. Hàn Quốc chiến thắng với 96 huy chương vàng, 80 huy chương bạc là tổng cộng là 260 huy chương, xếp vị trí thứ hai trong bảng huy chương.

## Bối cảnh
Hàn Quốc tổ chức Đại hội Thể thao châu Á lần thứ hai sau Đại hội Thể thao châu Á 1986 ở Seoul. Đại hội Thể thao châu Á 2002 (chính thức được biết đến như Đại hội Thể thao châu Á lần thứ 14) là sự thành công về mặt chính trị cho nước chủ nhà như đây là lần đầu tiên trong lịch sử Cộng hòa Dân chủ Nhân dân Triều Tiên tham dự sự kiện thể thao quốc tế tại nước láng giềng Hàn Quốc.
Ủy ban Olympic Hàn Quốc, lựa chon một phái đoàn gồm 770 vận động viên (460 nam và 310 nữ) và 238 chính thức (217 nam và 21 nữ). Đây là phái đoàn lớn nhất của bất kỳ quốc gia trong Thế vận hội, so sánh với đoàn lớn thứ hai của Nhật Bản bao gồm 659 vận động viên và 329 chính thức.

## Tổng kết huy chương
Đoàn chủ nhà Hàn Quốc giành được tổng số 260 huy chương trong 38 môn thể thao và các ngành. Trong môn thể thao Taekwondo quốc tế, vận động viên Hàn Quốc nhận hầu hết các huy chương (12 vàng, 3 bạc và đồng).

### Huy chương
| Môn thể thao          | Vàng | Bạc | Đồng | Tổng cộng |
| --------------------- | ---- | --- | ---- | --------- |
| Bắn cung              | 2    | 1   | 2    | 5         |
| Điền kinh             | 3    | 2   | 1    | 6         |
| Cầu lông              | 4    | 2   | 3    | 9         |
| Bóng chày             | 1    | 0   | 0    | 1         |
| Bóng rổ               | 1    | 1   | 0    | 2         |
| Thể hình              | 3    | 0   | 2    | 5         |
| Bowling               | 3    | 2   | 2    | 7         |
| Boxing                | 3    | 2   | 5    | 10        |
| Đua ca nô             | 0    | 5   | 2    | 7         |
| Cue sports            | 1    | 2   | 1    | 4         |
| Đua xe đạp            | 5    | 2   | 6    | 13        |
| Nhảy cầu ván          | 0    | 2   | 1    | 3         |
| Đua ngựa              | 2    | 4   | 0    | 6         |
| Đấu kiếm              | 6    | 6   | 3    | 15        |
| Bóng đá               | 0    | 0   | 1    | 1         |
| Gôn                   | 1    | 2   | 2    | 5         |
| Thể dục dụng cụ       | 3    | 2   | 4    | 9         |
| Bóng ném              | 2    | 0   | 0    | 2         |
| Hockey                | 1    | 1   | 0    | 2         |
| Judo                  | 4    | 5   | 5    | 14        |
| Karate                | 0    | 0   | 1    | 1         |
| Môn phối hợp hiện đại | 4    | 1   | 1    | 6         |
| Chèo thuyền           | 0    | 0   | 3    | 3         |
| Bóng bầu dục          | 2    | 0   | 0    | 2         |
| Thuyền buồm           | 6    | 2   | 2    | 10        |
| Cầu mây               | 1    | 0   | 3    | 4         |
| Bắn súng              | 6    | 12  | 11   | 29        |
| Soft Quần vợt         | 7    | 3   | 2    | 12        |
| Bóng quần             | 0    | 0   | 1    | 1         |
| Bơi lội               | 1    | 2   | 8    | 11        |
| Bơi đồng bộ           | 0    | 1   | 1    | 2         |
| Bóng bàn              | 2    | 3   | 3    | 8         |
| Taekwondo             | 12   | 3   | 1    | 16        |
| Quần vợt              | 1    | 3   | 3    | 7         |
| Bóng chuyền           | 1    | 1   | 0    | 2         |
| Cử tạ                 | 1    | 1   | 4    | 6         |
| Đấu vật               | 6    | 6   | 0    | 12        |
| Wushu                 | 1    | 1   | 0    | 2         |
| Tổng cộng             | 96   | 80  | 84   | 260       |